# 政修路
政修路是中華人民共和國上海市杨浦区一条东北-西南走向道路，道路西南起自松花江路、密雲路，东北至国定路。道路全长861米，宽8至10米。中华民国28年（1939年）修筑，当时名为协进路。中华民国35年（1946年）更名政修路。道路沿途有复旦大学教職工宿舍。

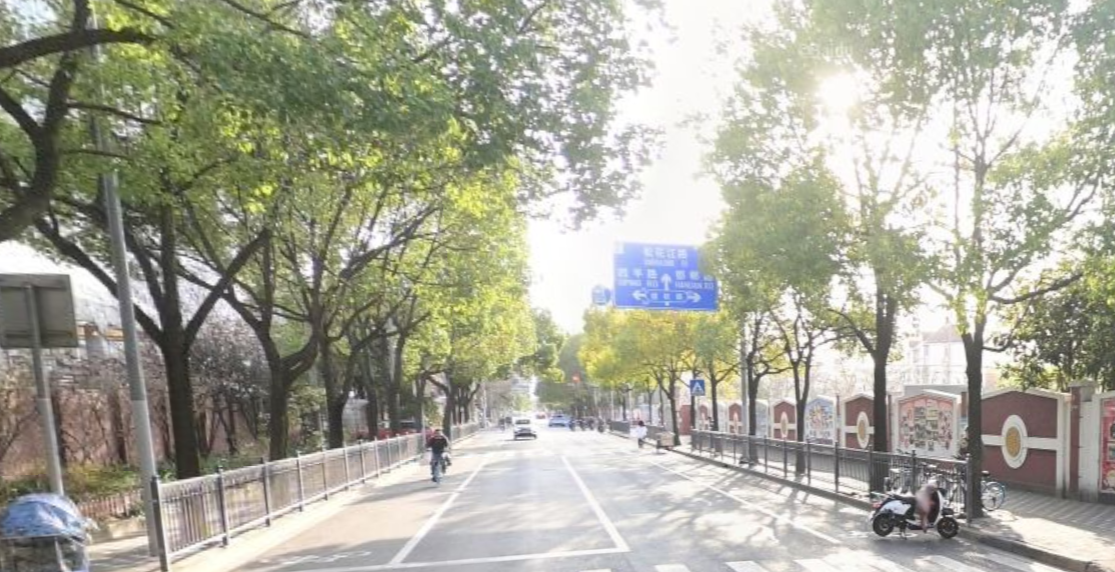
政修路街景（国权路至国年路段）